# اثر هنری با هوش مصنوعی

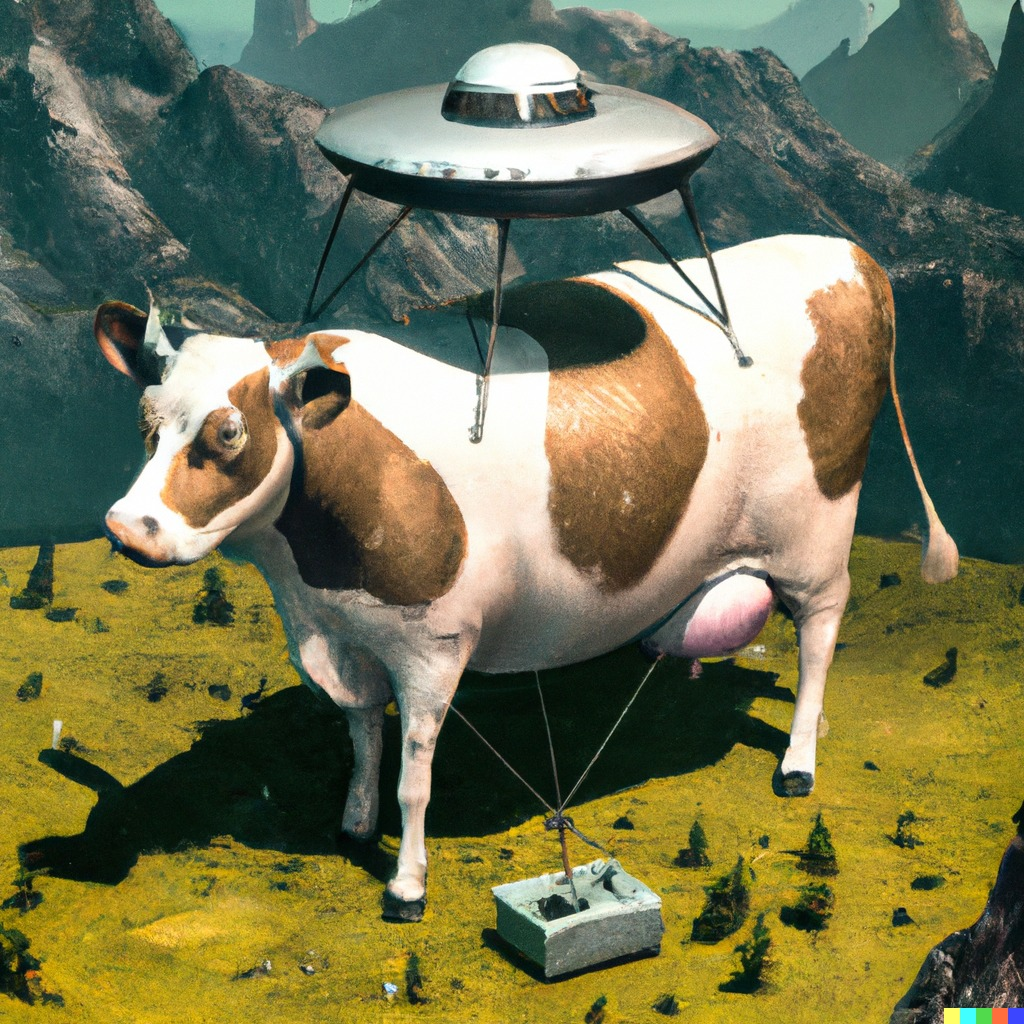
تصویری که با دال ئی ۲ تولید شده است و پراپمت آن: «گاو دزدیده شده توسط موجودات فضایی» است.

هنر هوش مصنوعی به هنری گفته می‌شود که در آن تنها هوش مصنوعی دست داشته باشد. به عبارتی در خلق این اثر هنری که وجود خارجی ندارد و حتی می‌تواند غیر واقعی باشد تنها هوش مصنوعی دخیل است.

## ابزارات و کار‌ها

### تصویر سازی
روش‌های مختلفی برای ایجاد هنر هوش مصنوعی وجود دارد، از جمله این موارد می‌توان به تولید تصاویر رویه‌ای مبتنی بر قانون با استفاده از الگوهای ریاضی، الگوریتم‌هایی که ضربات قلم مو و دیگر جلوه‌های نقاشی شده را شبیه‌سازی می‌کنند، و هوش مصنوعی یا الگوریتم‌های یادگیری عمیق مانند شبکه‌های متخاصم و ترانسفورماتورهای مولد اشاره کرد.
یکی از اولین کار‌ها AARON بود که توسط هارولد کوهن در دهه 60 میلادی ساخته شد. AARON بر مبنای رویه مبتنی بر قانون کار می‌کرد و در آن زمان بسیار کارایی داشت.دلیل اصلی کوهن برای توسعه AARON ترسیم در رمزگذاری بود که در ادامه تغییرات زیادی داشت. آن در ابتدا تنها تصاویر سیاه و سفید تولید می‌کرد که خود کوهن آن‌ها را رنگ‌آمیزی می‌کرد. ولی در ادامه کوهن با استفاده از روش‌های دیگر توانست کاری کند که با استفاده از برس‌های رنگ آمیزی این‌کار را خودش انجام دهد.
از سال ۲۰۱۴ که، شبکه‌های متخاصم مولد (GAN) معرفی شدند اغلب توسط هنرمندان هوش مصنوعی از آن‌ها استفاده می‌کنند. این سیستم از دو تابع بهره می‌برد که یکی از آن‌ها مولدی است که تصاویر را تولید کرده و دیگری تصمیم گیرنده‌ای است که از بین تصاویر تولیدی بهترین را انتخاب می‌کند.  مدل‌های جدیدتر از شبکه خصمانه تولید کوانتیزه برداری و آموزش زبان متضاد تصویر (VQGAN+CLIP) استفاده می‌کنند.  که این شبکه‌ها در دقت تصمیم گیری بهتر برای نقاشی و اثر صحیح تر خودشان معروف هستند.
رؤیای عمیق که توسط گوگل در سال 2015 منتشر شد، از یک شبکه عصبی پیجشی برای یافتن و بهبود الگوها در تصاویر از طریق الگوریتم پاریدولیا می‌کند، بنابراین تصاویری عمداً بیش از حد پردازش شده ایجاد می‌کند. پس از انتشار رؤیای عمیق و موفقیت‌های آن در دید عموم، چندین شرکت برنامه‌هایی را منتشر کردند که می‌توانند عکس‌ها را به تصاویر هنری با سبک مجموعه‌های معروف نقاشی تبدیل کنند. این کار حتی از رؤیای عمیق هم بیشتر مورد استقبال قرار گرفت تا جایی که امروزه یکی از بحث‌های داغ موجود همین برنامه‌ها هستند.

### ۲۰۲۰
در دهه ۲۰۲۰، مدل‌های متن به تصویر که بر اساس پرامپت Prompts تصاویر را تولید می‌کنند ، به طور گسترده مورد استفاده قرار گرفتند.
در سال ۲۰۲۱، اوپن‌ای‌آی، با استفاده از مدل‌های ترنسفورمر تولیدگر از پیش آموزش‌دیده (GPT) (مدل زبانی بزرگ (LLM) که در جی‌پی‌تی ۲ و جی‌پی‌تی ۳ استفاده می‌شوند)، یک سری از تصاویر ایجاد شده با مدل هوش مصنوعی متن به تصویر دال ئی را منتشر کرد. این در واقع اساس معماری جی‌پی‌تی ۳ بود.

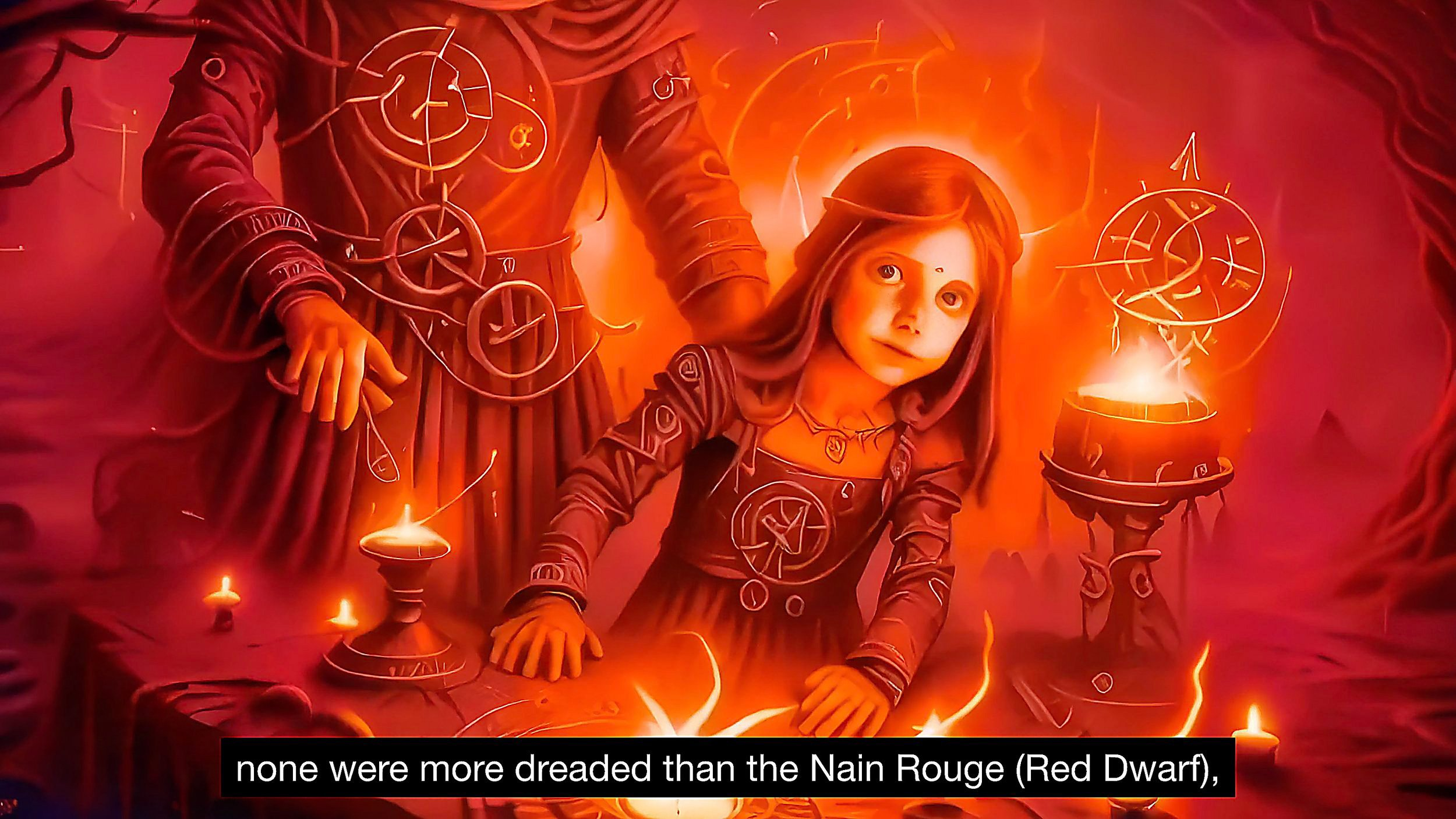
تصویری از فیلم مستند رقص کوتوله قرمز اثر اریک میلیکین

از همان سال تلاشهایی توسط کمپانیهای دیگر مثل EleutherAI، دیفیوژن Diffusion model، گوگل برین، میدجرنی، ادوبی، بلندر، گیمپ، کریتا و دیگر برنامه‌های رابط کاربری مدل متن‌باز ترنسفورمر تولیدگر از پیش آموزش‌دیده (GPT) انجام شده‌است.
در سال ۲۰۲۳، اریک میلیکین، فیلم مستند رقص کوتوله قرمز (The Dance of the Nain Rouge) را، با کمک فناوری دیپ فیک هوش مصنوعی درباره افسانه فولکلور دیترویت نائین روژ ساخت. و "جایزه بهترین فناوری های نوآورانه" از جشنواره فیلم ربات پیزا 2024 در ایتالیا و "بهترین فیلم انیمیشن" در جشنواره فیلم پوچ 2024 ایتالیا را دریافت کرد.